# 天峨娃儿藤
天峨娃儿藤（学名：Tylophora gracilenta）为夹竹桃科娃儿藤属的植物，为中国的特有植物。分布在中国大陆的广西等地，多生在山坡疏密林中或石山蔽荫处，目前尚未由人工引种栽培。